# Blake Lively
Blake Ellender Lively (nhũ danh Brown; sinh ngày 25 tháng 8 năm 1987) là một nữ diễn viên người Mỹ. Cô nổi tiếng với vai diễn Serena van der Woodsen trong loạt phim truyền hình teen trên đài the CW Gossip Girl (2007–2012). Cô đóng vai chính trong các bộ phim như The Sisterhood of the Traveling Pants (2005), Accepted (2006), The Private Lives of Pippa Lee (2009), The Town (2010), Green Lantern (2011), Savages (2012), The Age of Adaline (2015) và The Shallows (2016).

## Tiểu sử
Blake Lively có tên khai sinh là Blake Ellender Brown, sinh vào ngày 25 tháng 8 năm 1987 tại khu phố Tarzana của Los Angeles, California. Mẹ cô, Elaine (nhũ danh McAlpin), là một trinh sát, và cha cô, Ernie Lively (née Ernest Wilson Brown, Jr.), là một diễn viên. Lively được đặt tên theo anh trai của bà. Cô là người gốc Anh, Ailen và Đức. 1 lần được Vogue phỏng vấn cô đã nói cô là người Ireland nhập cư đến Hoa Kỳ.
Cô có một anh trai, Eric Lively, hai chị em cùng cha khác mẹ, Lori Lively và Robyn Lively, và một người anh cùng cha, Jason Lively. Cả hai bố mẹ và tất cả các anh chị em của cô đều hoặc đã có mặt trong ngành giải trí.
Trong thời thơ ấu của mình, bố mẹ cô đã đưa cô đến lớp học diễn xuất thuộc sở hữu của hai người bởi vì họ không muốn để cô ở cùng với người giữ trẻ. Lively cho biết việc theo dõi bố mẹ dạy diễn xuất đã giúp cô học "kỹ năng" và có được sự tự tin khi lớn lên cũng như khi bước vào ngành giải trí. Cô bắt đầu sự nghiệp diễn xuất của mình khi mới 10 tuổi, khi cô xuất hiện trong bộ phim năm 1998 Sandman, được đạo diễn bởi cha của Lively. Cô mô tả vai diễn của mình như một phần "nhỏ". Ban đầu cô không đặc biệt quan tâm đến diễn xuất và muốn theo học Đại học Stanford.
Cô tham dự Burbank High School, nơi cô là một chủ tịch cấp cao, trưởng nhóm cổ vũ và một thành viên của dàn hợp xướng. Anh trai Eric của cô yêu cầu nhân viên tài năng của mình gửi cho cô một vài bài thử giọng trong một khoảng thời gian vài tháng trong suốt mùa hè. Từ những cuộc thử giọng này, cô được mời đóng vai Bridget trong phim The Sisterhood of the Traveling Pants (2005), và quay cảnh cô trong khoảng thời gian giữa năm trung học và năm cuối của cô.

## Đời tư

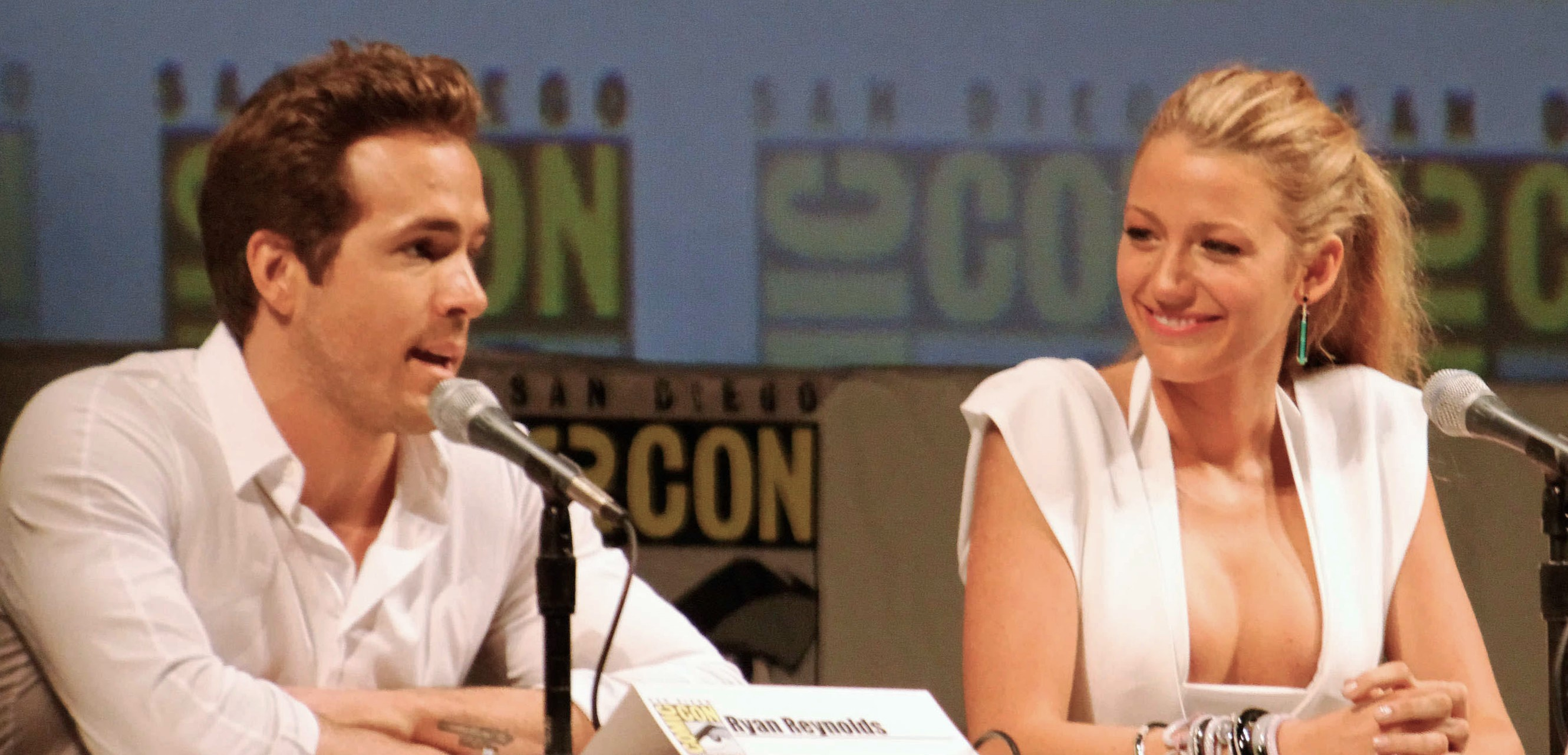
Lively với người chồng tương lai của họ, Ryan Reynolds, trong buổi công chiếu phim Green Lantern tại Comic-Con 2010

Là vợ của nam tài tử Ryan Reynolds (từ 2012).

## Phim ảnh
| Năm  | Tên phim                                | Vai diễn                 | Ghi chú |
| ---- | --------------------------------------- | ------------------------ | ------- |
| 1998 | Sandman                                 | Trixie/Tooth Fairy       |         |
| 2005 | The Sisterhood of the Traveling Pants   | Bridget Vreeland         |         |
| 2006 | Accepted                                | Monica Moreland          |         |
| 2006 | Simon Says                              | Jenny                    |         |
| 2007 | Elvis and Anabelle                      | Annabelle Leigh          |         |
| 2008 | The Sisterhood of the Traveling Pants 2 | Bridget Vreeland         |         |
| 2009 | New York, I Love You                    | Gabrielle DiMarco        |         |
| 2009 | The Private Lives of Pippa Lee          | Young Pippa Lee          |         |
| 2010 | The Town                                | Kristina "Kris" Coughlin |         |
| 2011 | Green Lantern                           | Carol Ferris             |         |
| 2011 | Hick                                    | Glenda                   |         |
| 2012 | Savages                                 | Ophelia "O" Sage         |         |
| 2015 | Sắc đẹp vĩnh cửu                        | Adaline Bowman           |         |
| 2016 | Vùng nước tử thần                       | Nancy Adams              |         |
| 2016 | Café Society                            | Veronica Hayes           |         |
| 2017 | All I See Is You                        | Gina                     |         |
| 2018 | Lời thỉnh cầu bí ẩn                     | Emily Nelson             |         |
| 2020 | The Rhythm Section                      | Stephanie Patrick        |         |

| Năm       | Tên                                                  | Vai diễn               | Ghi chú                           |
| --------- | ---------------------------------------------------- | ---------------------- | --------------------------------- |
| 2007–2012 | Gossip Girl                                          | Serena van der Woodsen | Vai chính                         |
| 2009      | Saturday Night Live                                  | Chính cô               | Tập: "Blake Lively/Rihanna"       |
| 2018      | When You Wish Upon a Pickle: A Sesame Street Special | Người giao hàng        | Chương trình truyền hình đặc biệt |

| Năm  | Tên                        | Vai diễn               | Nghệ sĩ                                | Ghi chú                                               |
| ---- | -------------------------- | ---------------------- | -------------------------------------- | ----------------------------------------------------- |
| 2010 | "I Just Had Sex"           | Unsatisfied Girlfriend | The Lonely Island featuring Akon       |                                                       |
| 2014 | "Part II (On the Run)"     | Chính cô               | Jay-Z featuring Beyoncé                |                                                       |
| 2021 | "I Bet You Think About Me" | N/A                    | Taylor Swift featuring Chris Stapleton | Nhà văn, nhà sản xuất, và đạo diễn; đạo diễn chắp bút |

## Giải thưởng và đề cử
| Năm  | Giải thưởng                                   | Thể loại                                            | Hạng mục đề cử                        | Kết quả   | Tham chiếu |
| ---- | --------------------------------------------- | --------------------------------------------------- | ------------------------------------- | --------- | ---------- |
| 2005 | Teen Choice Awards                            | Choice Movie Breakout Female                        | The Sisterhood of the Traveling Pants | Đề cử     | [ 16 ]     |
| 2008 | Teen Choice Awards                            | Choice Female Hottie                                | —                                     | Đề cử     | [ 17 ]     |
| 2008 | Teen Choice Awards                            | Choice TV Actress Drama                             | Gossip Girl                           | Đoạt giải | [ 17 ]     |
| 2008 | Teen Choice Awards                            | Choice TV Breakout Star-Female                      | Gossip Girl                           | Đoạt giải | [ 17 ]     |
| 2008 | Newport Beach Film Festival                   | Achievement Award-Breakout Performance              | Elvis and Anabelle                    | Đoạt giải | [ 18 ]     |
| 2009 | ASTRA Award                                   | Favourite International Personality or Actor        | Gossip Girl                           | Đề cử     | [ 19 ]     |
| 2009 | Teen Choice Awards                            | Choice TV Actress Drama                             | Gossip Girl                           | Đề cử     | [ 20 ]     |
| 2009 | Teen Choice Awards                            | Choice Female Hottie                                | —                                     | Đề cử     | [ 20 ]     |
| 2010 | People's Choice Awards                        | Favorite TV Drama Actress                           | Gossip Girl                           | Đề cử     | [ 21 ]     |
| 2010 | Teen Choice Awards                            | Choice TV Actress Drama                             | Gossip Girl                           | Đề cử     | [ 22 ]     |
| 2010 | Critics' Choice Movie Awards                  | Best Acting Ensemble                                | The Town                              | Đề cử     | [ 23 ]     |
| 2010 | National Board of Review                      | Best Ensemble Cast                                  | The Town                              | Đoạt giải | [ 24 ]     |
| 2010 | San Diego Film Critics Society                | Best Supporting Actress                             | The Town                              | Đề cử     | [ 25 ]     |
| 2010 | Washington D.C. Area Film Critics Association | Best Ensemble                                       | The Town                              | Đoạt giải | [ 26 ]     |
| 2011 | People's Choice Award                         | Favorite TV Drama Actress                           | Gossip Girl                           | Đề cử     | [ 27 ]     |
| 2011 | CinemaCon Award                               | Breakthrough Performer of the Year Award            | —                                     | Đoạt giải | [ 28 ]     |
| 2011 | Teen Choice Awards                            | Choice Movie Actress Sci Fi/Fantasy                 | Green Lantern                         | Đề cử     | [ 29 ]     |
| 2011 | Teen Choice Awards                            | Choice TV Actress Drama                             | Gossip Girl                           | Đoạt giải | [ 29 ]     |
| 2012 | People's Choice Award                         | Favorite TV Drama Actress                           | Gossip Girl                           | Đề cử     | [ 30 ]     |
| 2012 | Jupiter Award                                 | Best International Actress                          | Green Lantern                         | Đề cử     | [ 31 ]     |
| 2013 | Teen Choice Awards                            | Choice TV Actress Drama                             | Gossip Girl                           | Đề cử     | [ 32 ]     |
| 2015 | Teen Choice Awards                            | Choice Movie Actress: Drama                         | The Age of Adaline                    | Đề cử     | [ 33 ]     |
| 2015 | Teen Choice Awards                            | Choice Movie: Liplock (shared with Michiel Huisman) | The Age of Adaline                    | Đề cử     | [ 33 ]     |
| 2016 | Saturn Award                                  | Best Actress                                        | The Age of Adaline                    | Đề cử     | [ 34 ]     |
| 2016 | Teen Choice Awards                            | Choice Style: Female                                | —                                     | Đề cử     | [ 35 ]     |
| 2016 | Teen Choice Awards                            | Choice Summer Movie Star: Female                    | The Shallows                          | Đề cử     | [ 35 ]     |
| 2017 | People's Choice Awards                        | Favorite Dramatic Movie Actress                     | The Shallows                          | Đoạt giải | [ 36 ]     |
| 2017 | Jupiter Award                                 | Best International Actress                          | The Shallows                          | Đề cử     | [ 37 ]     |
| 2021 | Critics' Choice Super Awards                  | Best Actress in an Action Movie                     | The Rhythm Section                    | Đề cử     | [ 38 ]     |
| 2022 | Academy of Country Music Awards               | Video of the Year                                   | "I Bet You Think About Me"            | Đề cử     | [ 39 ]     |
| 2022 | Country Music Association Awards              | Music Video of the Year                             | "I Bet You Think About Me"            | Đề cử     | [ 40 ]     |